# Orisaari (ö i Finland, Birkaland)
Orisaari är en ö i Finland. Den ligger i sjön Längelmävesi och i kommunen Orivesi i den ekonomiska regionen Tammerfors och landskapet Birkaland, i den södra delen av landet, 160 km norr om huvudstaden Helsingfors. Öns area är 4,4 hektar och dess största längd är 440 meter i sydöst-nordvästlig riktning.